# Wirtschaftsrecht
Das Wirtschaftsrecht ist die Gesamtheit aller privatrechtlichen, strafrechtlichen und öffentlich-rechtlichen Rechtsnormen und Maßnahmen, mit denen der Staat auf die Rechtsbeziehungen der am Wirtschaftsleben Beteiligten untereinander und im Verhältnis zum Staat einwirkt, und ist der Oberbegriff für das Recht des Wirtschaftsverkehrs sowie die rechtliche Grundlage der Wirtschaftspolitik.
Zum Wirtschaftsrecht zählt:
- das Wirtschaftsverfassungsrecht
- das Wirtschaftsverwaltungsrecht
- das Wirtschaftsprivatrecht
- das Wirtschaftsstrafrecht

Auf internationaler Ebene wird die Wirtschaft durch das internationale Wirtschaftsrecht und das Welthandelsrecht geregelt.

## Wirtschaftsrecht in Deutschland

### Das Wirtschaftsverfassungsrecht
Grundsätzlich sieht das Grundgesetz für die Bundesrepublik Deutschland (GG) keine ausdrücklich bestimmte Wirtschaftsform für die Bundesrepublik Deutschland vor.
Art. 15 GG ermöglicht prinzipiell sogar die Sozialisierung bestimmter Urgüter, allerdings nur gegen angemessene Entschädigung. Art. 15 GG wurde seinerzeit maßgeblich auf Betreiben der SPD-Vertreter im Parlamentarischen Rat – insbesondere durch Carlo Schmid – in das Grundgesetz aufgenommen. Seine Bedeutung und sein Verhältnis zur Eigentumsgarantie waren im Rat umstritten, was seine Formulierung bereits widerspiegelt. Die Norm ist in der gesamten Nachkriegsgeschichte ohne Anwendungsfall geblieben und war, insbesondere nachdem die SPD im Godesberger Programm eine ideologische Wende vollzogen hatte, weitgehend in Vergessenheit geraten. Vornehmlich ausgehend durch die Partei Die Linke ist das Verfassungsrecht in jüngster Zeit wieder verstärkt in das Bewusstsein der Öffentlichkeit getreten.
Nach Ansicht des Bundesverfassungsgerichts ist das Grundgesetz wirtschaftspolitisch neutral. Der Wirtschaftsverfassung wird allerdings durch die Verfassungsprinzipien des Rechts- und Sozialstaats, der Grundrechte und der Demokratie ein Rahmen gegeben. Die Ansicht, dass das Grundgesetz weiter gehe und etwa die Wirtschaftsverfassung der Sozialen Marktwirtschaft vorschreibe (so noch Hans Carl Nipperdey), hat sich nicht durchsetzen können. Andererseits ist fraglich, inwiefern etwa ein sozialistisches Wirtschaftsmodell klassischer Prägung mit den Vorgaben der Grundrechte (insbesondere Eigentumsgarantie und Berufsfreiheit) vereint werden könnte.
Konkrete verfassungsrechtliche Vorgaben für das Wirtschaftsleben enthalten folgende Bestimmungen des GG: Art. 2 (Wirtschaften als Ausdruck der freien Persönlichkeitsentfaltung), Art. 9 (v. a. Abs. 3, Koalitionsfreiheit), Art. 12 (Berufsfreiheit), Art. 14 (Eigentumsgarantie), Art. 74 Nr. 11 (Gesetzgebungskompetenz des Bundes für das Recht der Wirtschaft) und Art. 109 Abs. 1 (Haushaltsautonomie von Bund und Ländern).

### Das Wirtschaftsverwaltungsrecht
Der Staat beeinflusst das Wirtschaftsleben auf vielfältige Weise. Nach dem Prinzip des Vorbehalts des Gesetzes benötigt er hierfür grundsätzlich eine gesetzliche Ermächtigung. Je nachdem, ob die staatliche Beeinflussung den Handlungen der Wirtschaftsteilnehmer Schranken setzt, oder sie fördern will, unterscheidet man das Verwaltungshandeln in Eingriffs- und Leistungsverwaltung.
Die Eingriffsverwaltung ist historisch älter und bestand im 19. Jahrhundert vorwiegend aus dem klassischen „Gewerberecht“, als besonderem Recht der Gefahrenabwehr. Heute zählt hierzu etwa auch das Kartellrecht und die Fusionskontrolle zum Zweck der Monopolkontrolle und Begrenzung der Marktmacht von Unternehmen, ebenso zahlreiche Gesetze zur Regulierung in bestimmten sogenannten „regulierten“ Wirtschaftsbereichen (etwa Finanzdienstleistungen, Energieversorgung, Verkehr).
Das moderne Wirtschaftsverwaltungsrecht ist in nahezu jedem Bereich des Wirtschaftslebens präsent und entsprechend weit aufgefächert und spezialisiert. Zu ihm zählen auch Erscheinungsformen der Leistungsverwaltung, u. a. das Subventionsrecht (Wirtschaftsförderung durch Gewährung staatlicher Zuwendung oder sonstiger Vorteile) und sonstige gesetzliche Vorschriften zur Wirtschaftslenkung.

### Das Wirtschaftsprivatrecht
Der Begriff des Wirtschaftsprivatrechts ist nicht gesetzlich fixiert. Weder gibt es eine Gesamtkodifikation des Wirtschaftsprivatrechts, noch hat der Gesetzgeber diesen Begriff bisher verwendet. Der Begriff wird vorwiegend in der Unterrichtspraxis insbesondere an Fachhochschulen verwendet und ist in die einschlägige Rechtsliteratur eingegangen. Es betrifft vorwiegend den Teil des Privatrechts, der für das Studium der Betriebswirtschaftslehre von besonderer Bedeutung ist.
Das Wirtschaftsprivatrecht bestimmt die Regeln des Güter- und Leistungstausches auf dem Markt zwischen Produzenten, Händlern und Konsumenten einerseits und unter Unternehmen andererseits, die maßgeblich durch die Vorschriften im BGB und Handelsrecht (HGB, GmbHG, AktG, GenG) und andere festgelegt werden. Neben diesen Regelungen sind auch die Vorschriften des gewerblichen Rechtsschutzes (Urheberrecht, Markenrecht, Patentrecht, Geschmacksmusterrecht u. a.) zu nennen.
Zunehmend spielt in den EU-Staaten auch das europäische Wirtschaftsrecht eine große Rolle. Insbesondere im Bereich des Verbraucherschutzrechts liegt eine starke Überformung des nationalen Rechts durch Europarecht vor. Initiativen zur Erstellung eines (optionalen) europäischen Vertragsrechts werden in der Europäischen Kommission derzeit diskutiert.

### Das Wirtschaftsstrafrecht
Während die Bedeutung von Strafrecht in Zusammenhang mit wirtschaftlichem Handeln lange Jahrzehnte auf Einzelfälle klassischer Kriminalität, etwa Betrug oder Unterschlagung, beschränkt war, kam im Zusammenhang mit der Entwicklung des Umweltstrafrechts zunehmend vor allem die produzierende Industrie in das Blickfeld der Staatsanwaltschaften. Seit den neunziger Jahren ist durch ausweitende Auslegung des Untreue-Paragraphen des Strafgesetzbuch (StGB) auch die eigentliche unternehmerische Entscheidungsfindung strafgerichtlicher Nachprüfung geöffnet. Wegweisend war hier vor allem das Mannesmann-Urteil des Bundesgerichtshofs. Hinzu kommt ein sich ständig ausweitendes Nebenstrafrecht, das mittlerweile kaum eine Branche unberührt lässt und weitreichende Strafvorschriften, etwa im Arbeitnehmerüberlassungsgesetz und im Exportkontrollrecht.

### Wirtschaftsrecht als Studiengang
Wirtschaftsrecht bezeichnet auch einen Studiengang an Fachhochschulen und Universitäten.

## Zeitschriften
- Zeitschrift für Wirtschaftsrecht
- Zeitschrift für Wirtschafts- und Bankrecht
- Zeitschrift für Wirtschafts- und Steuerstrafrecht

### Gesamtdarstellung
- Volker Mayer: Wirtschaftsrecht. Band 1: Rechtsgeschäftslehre, Schuldverhältnisse, Handelsgeschäfte. Kohlhammer, Stuttgart 2015, ISBN 978-3-17-030513-7.
- Volker Mayer, Hans Haarmeyer, Christoph Hillebrand: Wirtschaftsrecht. Band 2: Sachenrecht, Insolvenzrecht, Internationales Privatrecht. Kohlhammer, Stuttgart 2016, ISBN 978-3-17-030709-4.